# Акколь-орман-шаруашилиги
Акко́ль-орма́н-шаруашилиги́ (каз. Ақкөл орман шаруашылығы) — село у складі Аккольського району Акмолинської області Казахстану. Входить до складу Аккольської міської адміністрації.
До 2018 року село називалось Лісхоз Алексієвський.
Населення — 265 осіб (2021; 353 У 2009, 484 у 1999).